# Stipa-Caproni

Plán letounu Stipa-Caproni

Stipa-Caproni (někdy označován též jako Caproni Stipa) byl italský experimentální dvoumístný jednomotorový středoplošník, který navrhl v roce 1932 konstruktér Luigi Stipa. Jednalo se prakticky o první funkční letadlo na principu reaktivního pohonu. Letadlu se pro jeho vzhled přezdívalo v tisku "Létající sud" (Flying Barrel) nebo "Létající tunel" (Flying Tunnel).

## Předchůdci
Letadlo na tomto principu navrhl v roce 1893 český průkopník letectví Gustav Victor Finger. Nepodařilo se mu ale nikdy získat dostatek prostředků k praktickým pokusům.

## Historie
Stipa navrhl na základě Bernouliho principu nový druh pohonu letadla. Nejprve se konstrukcí zabýval teoreticky. Posléze italské ministerstvo letectví rozhodlo o stavbě prototypu. Stavbou byla pověřena firma Caproni. Motor de Havilland Gipsy III s vrtulí byl umístěn ve válcovém tunelu. První zkušební let byl proveden 7. října 1932. Poté prototyp převzalo italské královské letectvo a provedlo s ním řadu testovacích letů. Během nich se potvrdil Stipův předpoklad, že umístění motoru do tunelu zvýší jeho účinnost. Oceňována byla stabilita letu a mimořádně nízká přistávací rychlost (68 km/h). Letadlo ale nebylo příliš obratné. Letectvo se tedy rozhodlo v dalším vývoji tohoto letounu nepokračovat.

## Následníci
Konstrukce letadla, ale měla přímý vliv na vývoj druhého proudového letounu na světě Caproni-Campini N.1.
V roce 1998 byla v Austrálii postavena replika letadla ve zmenšeném měřítku (3/5 původní velikosti). V říjnu 2001 byly provedeny dva lety o délce přibližně 600 m a výšce letu asi 6 m. Další lety s touto replikou už nebyly uskutečněny.

## Specifikace

### Technické údaje
- Osádka: 1–2
- Délka: 6,04 m
- Rozpětí: 14,30 m
- Výška: 3,24 m
- Nosná plocha: 19 m²
- Hmotnost (prázdný): 595 kg
- Hmotnost (vzletová): 800 kg

### Pohonná jednotka
- 1× de Havilland Gipsy III,
- Výkon motoru: 120 ks (90 kW),

### Výkony
- Maximální rychlost: 131 km/h
- Přistávací rychlost: 68 km/h

## Galerie

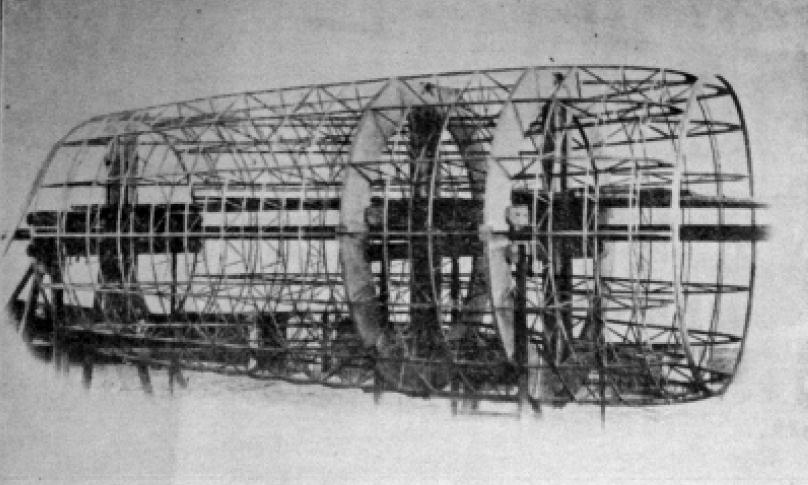
Stavba trupu letadla Stipa-Caproni
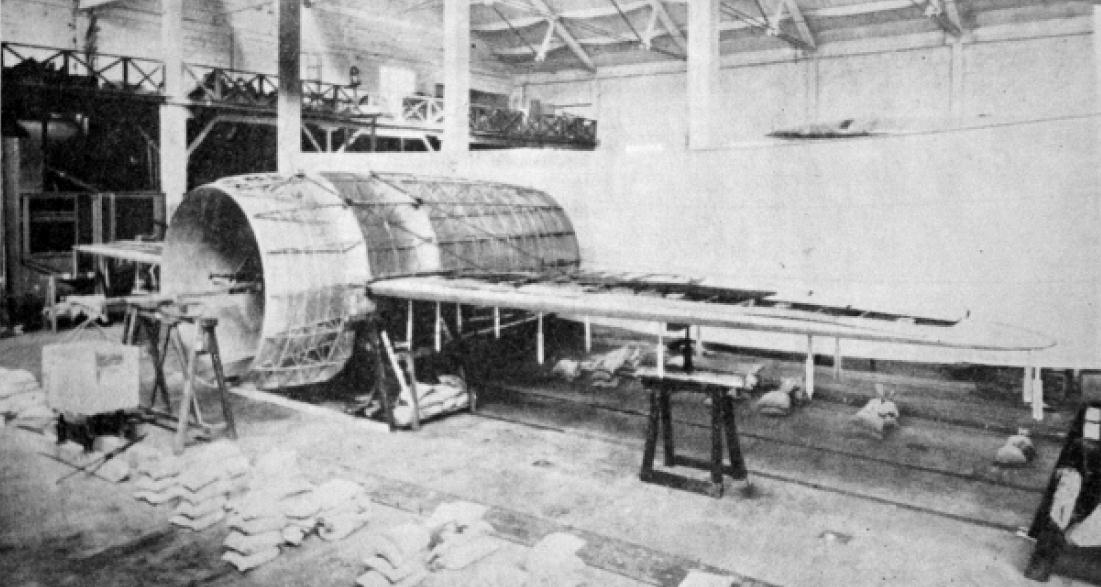
Stavba trupu letadla Stipa-Caproni
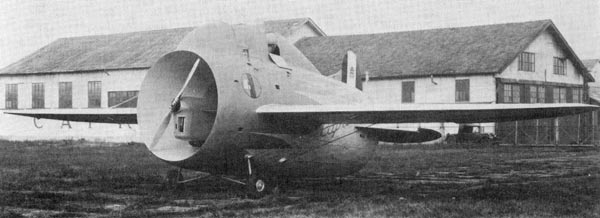
Letoun Stipa-Caproni
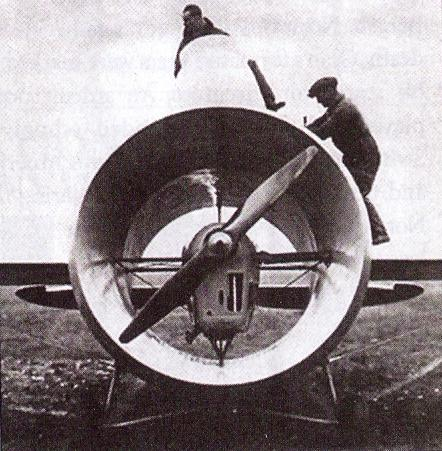
Letoun Stipa-Caproni zepředu
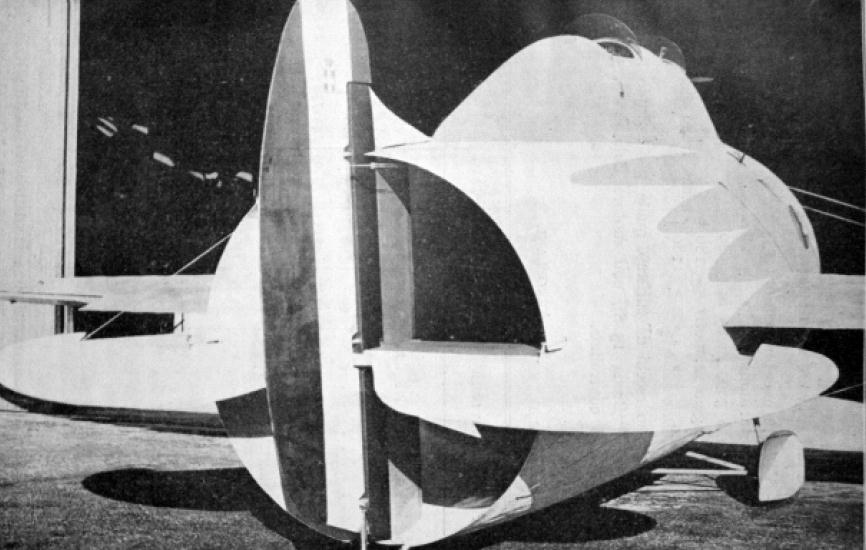
Pohled na letoun zezadu
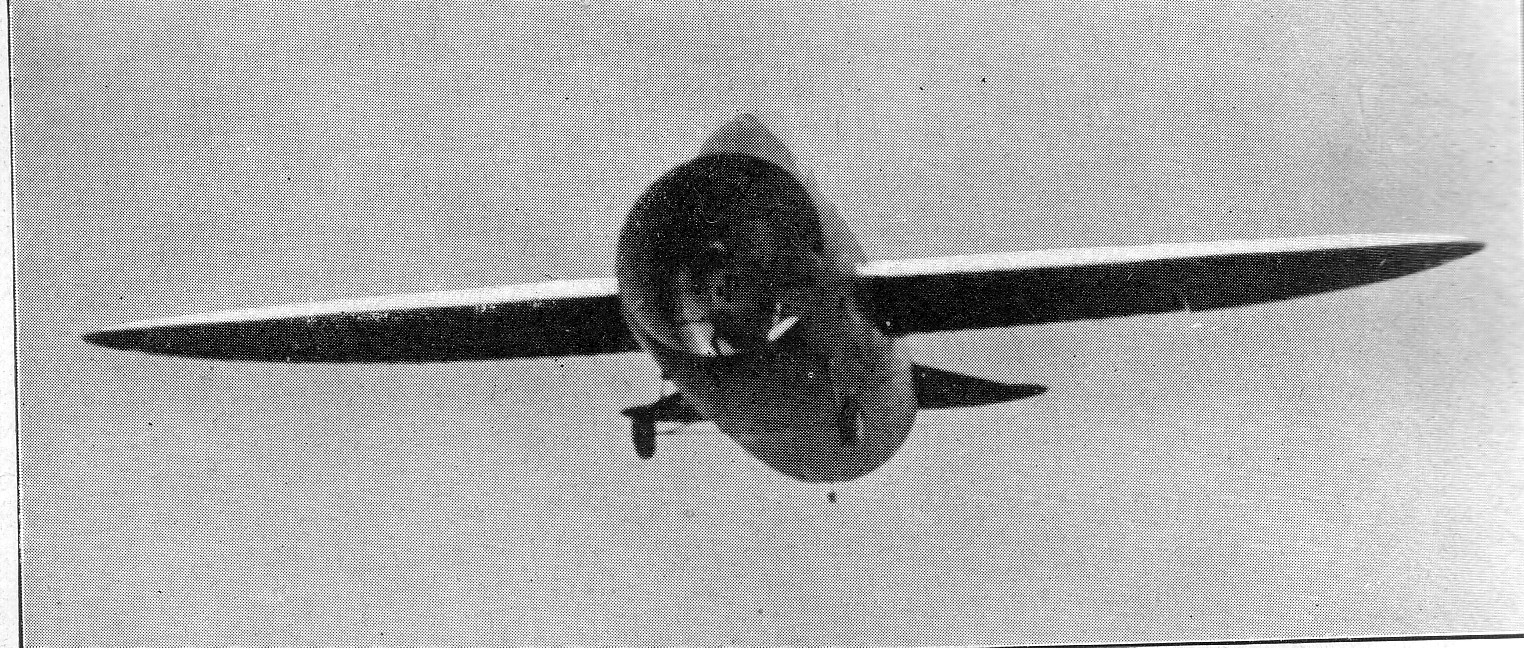
Letoun Stipa-Caproni za letu
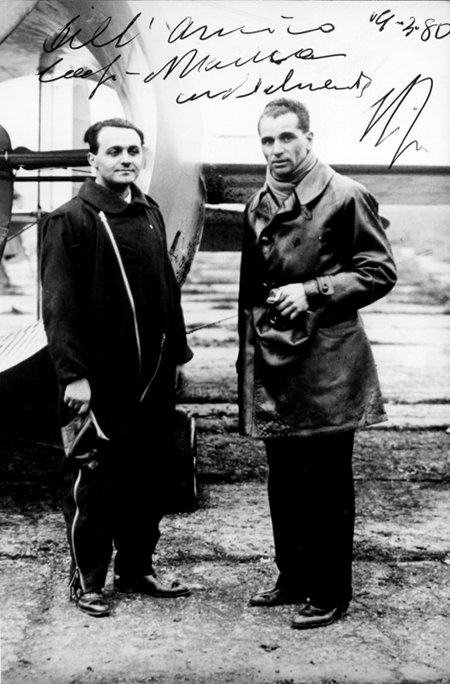
Luigi Stipa a pilot Antonini před letadlem